# Coye-la-Forêt
Coye-la-Forêt – miejscowość i gmina we Francji, w regionie Hauts-de-France, w departamencie Oise.
Według danych na rok 1990 gminę zamieszkiwało 3199 osób, a gęstość zaludnienia wynosiła 460 osób/km² (wśród 2293 gmin Pikardii Coye-la-Forêt plasuje się na 65. miejscu pod względem liczby ludności, natomiast pod względem powierzchni na miejscu 695.).